# Peribatodes
Genre
Peribatodes est un genre de lépidoptères (papillons) de la famille des Geometridae.

## Espèces rencontrées en Europe
- Peribatodes abstersaria (Boisduval, 1840)
- Peribatodes buxicolaria (Mabille, 1873)
- Peribatodes correptaria (Zeller, 1847)
- Peribatodes ilicaria (Geyer, 1833)
  - Peribatodes ilicaria ilicaria (Geyer, 1833)
  - Peribatodes ilicaria jacobiaria (Fernández, 1931)
- Peribatodes perversaria (Boisduval, 1840)
  - Peribatodes perversaria galliberia (Wehrli, 1943)
  - Peribatodes perversaria perversaria (Boisduval, 1840)
- Peribatodes powelli (Oberthür, 1913)
  - Peribatodes powelli aragonis (Wehrli, 1943)
- Peribatodes rhomboidaria (Denis & Schiffermüller, 1775)  - boarmie rhomboïdale, chenille arpenteuse à losanges, phalène à losanges
  - Peribatodes rhomboidaria rhomboidaria (Denis & Schiffermüller, 1775)
  - Peribatodes rhomboidaria sublutearia (Zerny, 1927)
- Peribatodes secundaria (Denis & Schiffermüller, 1775)
  - Peribatodes secundaria occidentaria Lempke, 1952
  - Peribatodes secundaria secundaria (Denis & Schiffermüller, 1775)
- Peribatodes subflavaria (Millière, 1876)
- Peribatodes umbraria (Hübner, 1809)